# Steven Schachter
Pour les articles homonymes, voir Schachter.
Steven Schachter est un réalisateur, scénariste et metteur en scène américain.

## Filmographie partielle
En tant que réalisateur
- 1992 : The Water Engine
- 1995 : Lady Killer
- 1995 : Chassé croisé (en) (Above Suspicion)
- 1996 : Le Poids du passé (To Face Her Past)
- 2000 : La Montre à remonter le temps (For All Time)
- 2002 : Une question de courage (Door to Door)
- 2002 : Just a Walk in the Park
- 2004 : Le Bonnet de laine (The Wool Cap)
- 2006 : La Légende de Sérenna (The Mermaid Chair)
- 2008 : Le Deal (The Deal)